# Rêve Cottage

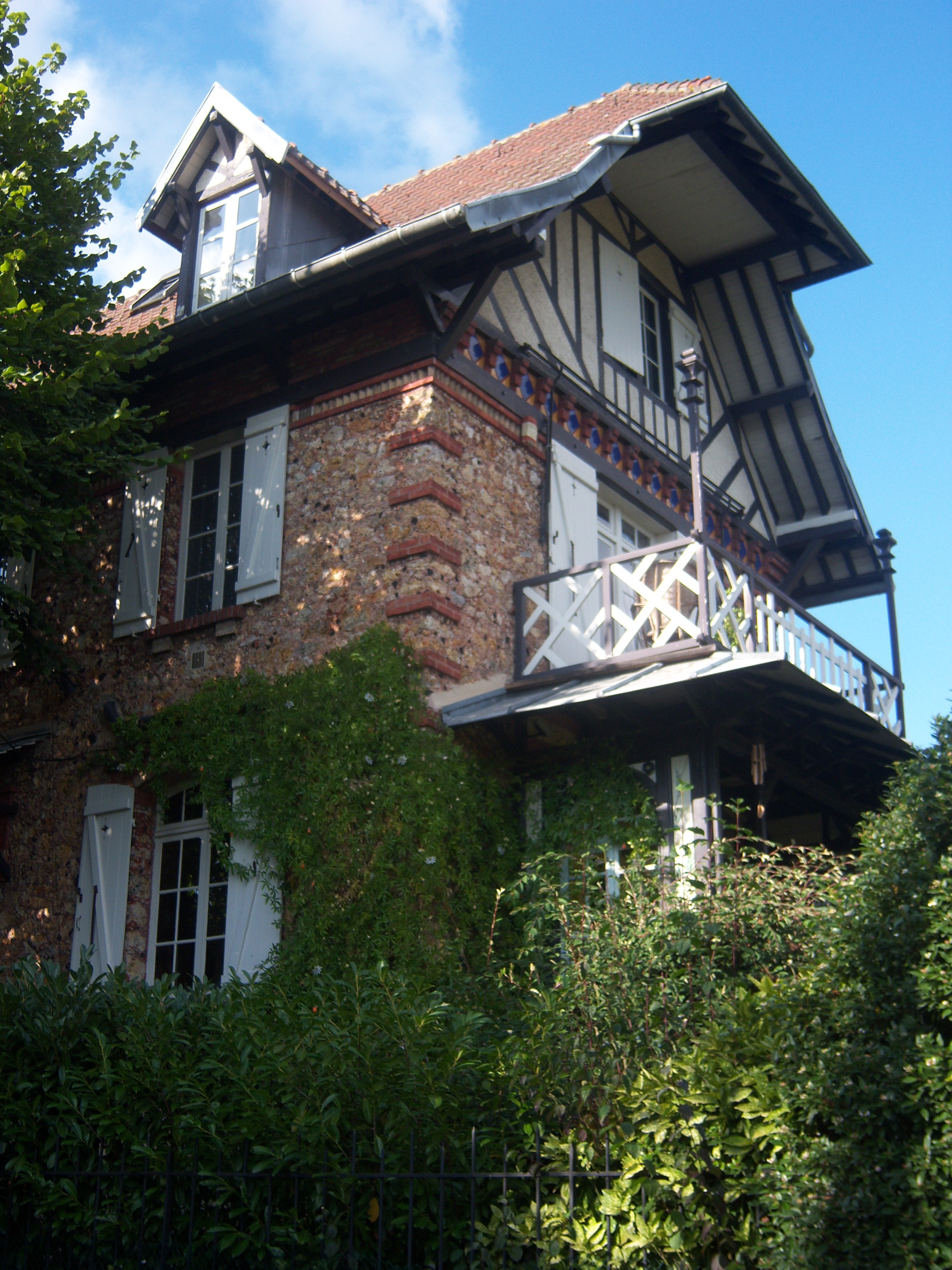
Wohnhaus Rêve Cottage in Andrésy

Das sogenannte Rêve Cottage in Andrésy, einer französischen Gemeinde im Département Yvelines der Region Île-de-France, wurde für Georges Gourlin, Bürgermeister der Gemeinde Andrésy von 1919 bis 1924, errichtet. Der Pavillon des 1880 erbauten Wohnhauses an der Avenue de Fin-d’Oise Nr. 18 ist seit 2006 als Monument historique geschützt.
An das Wohnhaus aus Bruchsteinmauerwerk wurde im Jahr 1900 ein Pavillon der Weltausstellung 1900 in Paris angebaut. Er ist mit Keramikfliesen, die nach Entwürfen von H. Cannes in der Fabrik von Villeroy und Boch hergestellt wurden, verkleidet. Die Fliesen sind mit fernöstlichen Motiven geschmückt. Der polygonale Pavillon, der auf einem Betonsockel steht, hat seine ursprüngliche Innenausschmückung nahezu vollständig verloren.